# Philip Marlowe
Philip Marlowe este un personaj fictiv, un detectiv particular din Los Angeles creat de Raymond Chandler. Marlowe a apărut pentru prima dată sub acest nume în romanul Somnul de veci (The Big Sleep), publicat în 1939.
Marlowe este prezentat ca un cinic care privește cu pesimism degradarea morală a societății americane și corupția care domnește în ea. Dacă este necesar, el nu ezită să recurgă la violență. În ciuda asprimii sale și al consumului des de whiskey bourbon, Marlowe este un personaj pozitiv.  
Marlowe apare pentru prima dată în proza lui Chandler în povestiri din 1933-34 publicate în revistele Black Mask și Dime Detective, ca John Dalmas sau Carmady, în narațiuni care au loc în orașul fictiv San Angelo. De-a lungul timpului, el a devenit personajul principal al operelor lui Chandler și chiar a apărut în cărțile altor autori.

## Lucrări scrise cu personajul Marlowe

### Povestiri originale de Raymond Chandler
- Blackmailers Don't Shoot (decembrie 1933, Black Mask; personajul principale este denumit Mallory)
- Smart-Aleck Kill (iulie 1934, Black Mask; Mallory)
- Finger Man (octombrie 1934, Black Mask; Carmady)
- Killer in the Rain (ianuarie 1935, Black Mask; Carmady)
- Nevada Gas (iuniei 1935, Black Mask)
- Spanish Blood (noiembrie 1935, Black Mask)
- Guns at Cyrano's (ianuarie 1936, Black Mask; Ted Malvern)
- The Man Who Liked Dogs (martie 1936, Black Mask; Carmady)
- Noon Street Nemesis (May 30, 1936, Detective Fiction Weekly; or "Pick-up on Noon Street")
- Goldfish (iuniei 1936, Black Mask)
- The Curtain (septembrie 1936, Black Mask; Carmady)
- Try the Girl (ianuarie 1937, Black Mask; Carmady)
- Mandarin's Jade (noiembrie 1937, Dime Detective; John Dalmas)
- Red Wind (ianuarie 1938, Dime Detective: John Dalmas)
- The King in Yellow (martie 1938, Dime Detective)
- Bay City Blues (iuniei 1938; Dime Detective; John Dalmas)
- The Lady in the Lake (ianuarie 1939, Dime Detective; John Dalmas)
- Pearls Are a Nuisance (aprilie 1939, Dime Detective)
- Trouble Is My Business (august 1939, Dime Detective; John Dalmas)
- I'll Be Waiting (octombrie 14, 1939, Saturday Evening Post)
- The Bronze Door (noiembrie 1939, Unknown)
- No Crime in the Mountains (septembrie 1941, Detective Story, John Evans)

### Lucrări originale cu Philip Marlowe de Raymond Chandler
- The Big Sleep (1939)
- Farewell, My Lovely (1940)
- The High Window (1942)
- The Lady in the Lake (1943)
- The Little Sister (1949)
- The Long Goodbye (1953)
- Playback (1958)
- "The Pencil" (ori "Marlowe Takes On the Syndicate", "Wrong Pigeon" și "Philip Marlowe's Last Case") (1959), (povestire): Ultima lucrare finalizată a lui Chandler despre Marlowe, prima sa povestire cu Marlowe după mai bine de 20 de ani și prima povestire scrisă inițial despre Marlowe
- The Poodle Springs Story în Raymond Chandler Speaking (1962) (doar primele patru capitole au fost finalizate și apoi lăsate neterminate la moartea lui Chandler în 1959; Robert B. Parker a extins materialul la un roman mai lung, Poodle Springs, în 1989.)

### Lucrări autorizate de alți scriitori
- El Diez Por Ciento de Vida de Hiber Conteris (Spain, 1985), traducere în engleză ca Ten Percent of Life de Deborah Bergmann (1987, ISBN: 9-780671-634193). Marlowe cercetează „sinuciderea” din 1956 a unui agent literar de la Hollywood, unul dintre ai cărui clienți este Raymond Chandler.
- Raymond Chandler's Philip Marlowe: A Centennial Celebration, ed. Byron Preiss (1988, ISBN: 1-59687-847-9; ediție extinsă 1999, ISBN: 0-671-03890-7); retipărită ca The Pencil alături de povestirile cu Philip Marlowe ale altor autori:
  - The Perfect Crime de Max Allan Collins
  - The Black-Eyed Blonde de Benjamin M. Schutz
  - Gun Music de Loren D. Estleman
  - Saving Grace de Joyce Harrington
  - Maliby Tag Team de Jonathan Valin
  - Sad-Eyed Blonde de Dick Lochte
  - The Empty Sleeve de W. R. Philbrick
  - Dealer's Choice de Sara Paretsky
  - Red Rock de Julie Smith
  - The Deepest South de Paco Igancio Taibo II
  - Consultation in the Dark de Francis M. Nevins Jr
  - In the Jungle of Cities de Roger L. Simon
  - Star Bright de John Lutz
  - Stardust Kill de Simon Brett
  - Locker 246 de Robert J. Randisi
  - Bitter Lemons de Stuart M. Kaminsky
  - The Man Who Knew Dick Bong de Robert Crais
  - Essence D'Orient de Edward D. Hoch
  - In The Line of Duty de Jeremiah Healey
  - The Alibi de Ed Gorman
  - The Devil's Playground de James Grady
  - Asia de Eric Van Lustbader
  - Mice de Robert Campbell
  - Sixty-Four Squares de J. Madison Davis (ediția din 1999)
  - Summer In Idle Valley de Roger L. Simon (ediția din 1999)
- Poodle Springs (1989, ISBN: 0-399-13482-4), de Robert B. Parker. O finalizare autorizată a ultimei lucrări neterminate a lui Chandler; textul original „The Poodle Springs Story” fusese publicat alături de fragmente din scrisorile, notițele și eseurile lui Chandler în „Raymond Chandler Speaking” (1971), de Dorothy Gardener și Katherine Sorley Walker. New York: Books for Library Press.
- Perchance to Dream (1991, ISBN: 0-399-13580-4), de Robert B. Parker. O continuare autorizată a lucrării lui Chandler, The Big Sleep.
- The Black-Eyed Blonde (2014), de John Banville ca "Benjamin Black,"[4] o continuare autorizată a The Long Goodbye, și reutilizează titlul povestirii lui Benjamin M. Schutz, care altfel nu au legătură cu Marlowe.
- Only to Sleep (2018), de Lawrence Osborne, îl găsește pe bătrânul Marlowe în Mexic în 1988, investigând moartea „accidentală” prin înot a unui escroc/dezvoltator plin de datorii.

## Ecranizări
În filmele de la Hollywood, Marlowe a fost interpretat de:
- Humphrey Bogart (Somnul de veci)
- Robert Montgomery (Dama din lac)
- Dick Powell (Crimă, draga mea)
- George Montgomery (Dublonul Brasher)
- Robert Mitchum (Adio, iubito!)
- Elliott Gould (Marea despărțire)
- James Garner (Marlowe)
- James Caan (Poodle Springs)
- Powers Boothe (serial TV Philip Marlowe, detectiv particular)